# V481 Андромеды
V481 Андромеды (лат. V481 Andromedae) — одиночная переменная звезда в созвездии Андромеды на расстоянии приблизительно 678 световых лет (около 208 парсеков) от Солнца. Видимая звёздная величина звезды — от +10,25m до +10,05m.

## Характеристики
V481 Андромеды — жёлтая эруптивная переменная звезда типа RS Гончих Псов (RS) спектрального класса G5. Радиус — около 2,35 солнечных, светимость — около 3,598 солнечных. Эффективная температура — около 5189 K.